# Agencia de Inversión y Desarrollo de Letonia
La agencia de Inversión y Desarrollo de Letonia (LIAA) es una agencia del gobierno de Letonia, con sede en Riga, encargada de promover el desarrollo de negocios al país, al facilitar el crecimiento de la inversión extranjera y aumentar la competitividad de los empresarios letones a los mercados nacionales y extranjeros. La LIAA también administra los fondos estructurales de la Unión Europea para fomentar la actividad empresarial y la formación de nuevas empresas. La agencia está supervisada por el Ministerio de Economía de Letonia.

## Historia
La agencia se fundó el 7 de septiembre de 1993, por el Ministerio de Economía de Letonia. Fue originariamente conocida como la «Agencia de Desarrollo de Letonia», pero se reorganizó en la Agencia de Inversión y Desarrollo  de Letonia (en letón: Latvijas investīciju un attīstības aģentūra) el 2004. En las últimas dos décadas el número de empleados a LIAA ha crecido desde 10 a más de 200.